# 大坂弘道
大坂 弘道（おおさか ひろみち　1937年2月20日 - 2020年9月25日）は、日本の木工芸家。
重要無形文化財「木工芸」の保持者（いわゆる人間国宝）。木工芸の人間国宝としては6番目の認定者（1997年認定）。

## 概要
鳥取県倉吉市出身。鳥取県立倉吉東高等学校、東京学芸大学卒業後、美術教師をしながら木工製作を独学。34歳から木工芸家本橋玉斎、氷見晃堂、竹内碧外らに師事する。木工芸に限らずほとんどの人間国宝が家業として、あるいは子供のころから修業の道に入り、遅くとも大学・学校を卒業後直ちにその道に進んでいるのに比べ、大学卒業後しばらく公立学校教師についていた異例の人間国宝である。
唐木指物などの木工画法を得意とし華麗な装飾が特徴である。複雑な文様の木画にさらに象牙や水晶、金銀などの材料を象嵌した技法は高度である。古代の木工品は複雑な文様のものが多く、そのため1980年には宮内庁から依頼を受け、1986年に正倉院宝物「紫檀木画箱」の複製を完成させる。

## 経歴
- 1937年　鳥取県倉吉市に生まれる
- 1959年　東京学芸大学学芸学部美術科を卒業し、中学校の美術教師となる
- 1971年　本橋玉斎に師事。その後、氷見晃堂、竹内碧外にも師事
- 1978年　第25回日本伝統工芸展文部大臣賞受賞
- 1979年　第26回日本伝統工芸展日本工芸会総裁賞受賞
- 1997年　重要無形文化財「木工芸」保持者、倉吉市市民栄誉賞受賞
- 1998年　紫綬褒章受章[2]
- 2015年　倉吉市名誉市民[1]
- 2020年　死去

## 関係者
- 本橋玉斎 （師匠）
- 氷見晃堂（師匠）
- 竹内碧外（師匠）